# Nieby
Nieby (dänisch Nyby) ist eine Gemeinde im Kreis Schleswig-Flensburg in Schleswig-Holstein. Sie ist ein staatlich anerkannter Erholungsort.

## Geographie

### Geographische Lage
Das Gemeindegebiet von Nieby erstreckt sich auf einem kleinen Landvorsprung zwischen der Geltinger Bucht im Westen und der offenen Ostsee im Nordosten im Bereich des Naturraums Angeln, der Ostseehalbinsel zwischen Flensburger Förde und Schlei (Haupteinheit Nr. 700). Im Norden der Gemarkung liegt das bekannte Vogelschutzgebiet Geltinger Birk mit Schilfsümpfen, Dünen und Seegraswiesen, in dem über 200 Vogelarten beobachtet werden können. Es ist das größte Naturschutzgebiet im Kreis. Große Teile der anschließenden Flächen sind als Natura 2000-Gebiete Schutzflächen mit gesamteuropäischer Bedeutung.

### Ortsteile
Die Gemeinde lässt sich siedlungsgeographisch in mehrere Wohnplätze gliedern. Neben dem Dorf gleichen Namens und (teilweise) dem weiteren Dorf Falshöft (dänisch Fovlshoved oder auch Falshoved) liegen auch Beveroe (dänisch Bæverø), Elstohl (Elstol, auch Ellestol), Goldhöftberg (Gulvdhovedknub) sowie Niebywesterfeld (Nyby Vestermark) im Gemeindegebiet.

### Nachbargemeinden
Unmittelbar angrenzende Gemeindegebiete von Nieby sind:
|  |                                             |  |
|  | Kompassrose, die auf Nachbargemeinden zeigt |  |
|  | Gelting, Pommerby                           |  |

## Geschichte
Aus der Jungsteinzeit stammt das Großsteingrab Nieby.
Der Ort Nieby wurde im 15. Jahrhundert erstmals erwähnt. Wahrscheinlich entstand das neue Dorf (so der Name) seinerzeit als Nachfolger des bei der großen Pest entvölkerten Dorfes Solby. Im 15. Jahrhundert wurde das Gebiet Teil des Gutes Düttebüll, kleinere Besitzungen gehörten zeitweise zu den Gütern Rundhof und Gelting.
Bis zum Deutsch-Dänischen Krieg 1864 gehörte der Ort zum Herzogtum Schleswig. Seit 1867/71 ist Nieby eine eigenständige Landgemeinde, die 1928 um den dort gelegenen Teil des Gutsbezirks Gelting vergrößert wurde.
In den 1970er Jahren wurde Nieby in einer unabhängigen Untersuchung des TÜV Hannover zum Favoriten für ein Atommüll-Endlager erklärt. Diese Pläne wurden jedoch „zugunsten“ von Gorleben aufgegeben.
Bis 1995 befand sich in Nieby eine Kaserne der deutschen Marine.

## Politik
Von neun Sitzen in der Gemeindevertretung werden gemäß der Stimmverteilung bei der Gemeindewahl vom 14. Mai 2023 alle von Kandidaten der Wählergemeinschaft KWG besetzt. Die Wahlbeteiligung betrug 64,7 Prozent.

## Wirtschaft
Die Wirtschaft in der Gemeinde wird von der Urproduktion der Landwirtschaft und Fischerei, außerdem durch Gewerbe und durch den Tourismus geprägt.
Nach der Schließung der sogenannten Kaserne Sandkoppel lag die Liegenschaft zunächst brach, lediglich der Fernmeldeturm blieb in Betrieb. 2014 wurde das Gelände von einem Investor erworben, der auf ihm den Bau eines „Feriendorfes“ plant.
Im Gebäude der ehemaligen Lotsenstation für die Flensburger Förde  ist jetzt die Integrierte Station Geltinger Birk untergebracht.

## Sehenswürdigkeiten

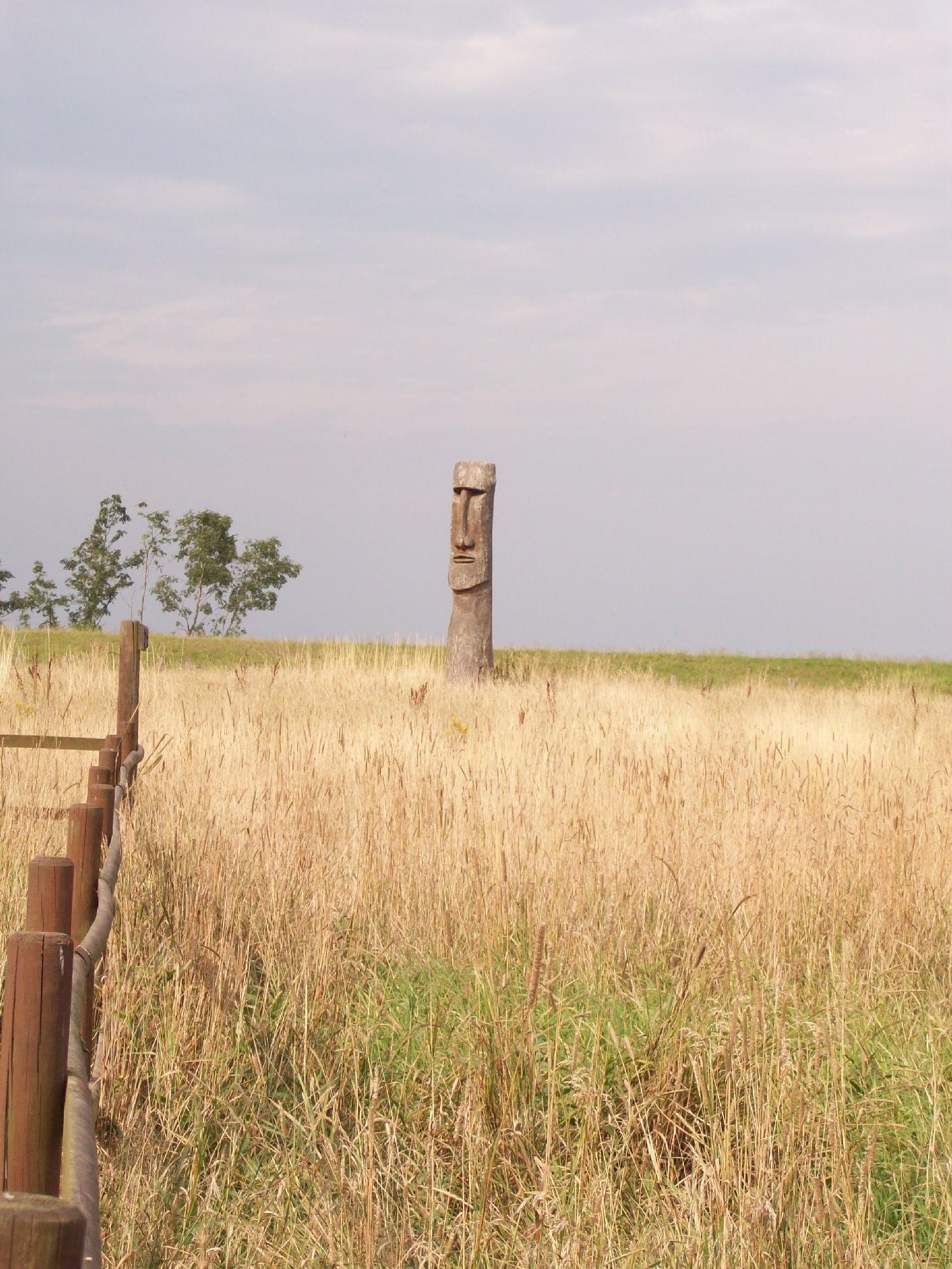
Die „Osterinsel-Statue“ am neuen Schutzdeich von Falshöft

In der Liste der Kulturdenkmale in Nieby stehen die in der Denkmalliste des Landes Schleswig-Holstein eingetragenen Kulturdenkmale.

## Wappen
Blasonierung: „In Blau über goldenem Winkelschildfuß, darin ein mittenausgebrochenes blaues Schragenkreuz, vorn übereinander vier stilisierte silberne Möwen im Flug, hinten eine silberne hersehende Eule.“